# 帰納次元
数学の一分野、位相空間論における帰納次元（きのうじげん、英: inductive dimension）は、位相空間 X に対して、小さい帰納次元 ind(X) と大きい帰納次元 Ind(X) の二種類がある。これらは n-次元ユークリッド空間 Rn における (n − 1)-次元球面（つまり、n-次元球体の境界）が次元 n − 1 を持つという観点に基づくもので、適当な開集合の境界の次元に関して帰納的に空間の次元を定義できるものでなければならない。
小さい帰納次元と大きい帰納次元は位相空間に対する「次元」概念を捉えるのに最も利用される三つの方法のうちの二つで、（距離空間などの余分な性質に依存することなく）その位相のみによって定まる。三つのうち後一つはルベーグ被覆次元である（「位相次元」と言えば普通はルベーグ被覆次元の意味に解される）。「十分素性のよい」空間に対しては、これら三種の次元概念は一致する。

## 厳密な定義
まず一点集合の次元は 0 で、一点集合の境界は空であって欲しいというところから
{\displaystyle {\text{ind}}(\emptyset )={\text{Ind}}(\emptyset )=-1}
と仮定するところから始める。次に ind(X) は、
任意の x ∈ X と x を含む開集合 U に対して、x を含む開集合 V で V の閉包が U に含まれ、かつ V の境界の小さい帰納次元が高々 n − 1 であるようなものが存在する
という条件を満たすような n の最小値として帰納的に定義される。最初の例では X を n-次元ユークリッド空間、V を x を中心とする n-次元球体と選べばよい。
大きい帰納次元の場合は、V の選び方にさらに制限を加える。すなわち、Ind(X) は
X の任意の開集合の閉部分集合 F に対し、中間開集合 V（つまり F は V に含まれ、かつ V の閉包が U に含まれるような V）が存在して、V の境界の大きい帰納次元が高々 n − 1 である
という条件を満たすような n の最小値として帰納的に定義される。

## 二つの次元の関係
ここではルベーグ被覆次元を dim で表すと、任意の位相空間 X に対して
{\displaystyle {\text{dim}}\,X=0\iff {\text{Ind}}\,X=0}
が成立する。
ウリゾーンの定理によれば、X が可算基を持つ正規空間ならば
{\displaystyle {\text{dim}}\,X={\text{Ind}}\,X={\text{ind}}\,X}
が成立する。このような空間 X はちょうど、可分かつ距離化可能である（ウリゾーンの距離化可能定理）。そして、ネーベリング＝ポントリャーギンの定理によれば、そのような空間が有限な次元を持つことは、それが適当な次元のユークリッド空間に通常の位相を入れたものに同相となることによって特徴付けられる。メンガー＝ネーベリングの定理 (1932) によれば、 X がコンパクト可分距離空間で次元 n を持つならば、X は 2n + 1 次元のユークリッド空間に部分空間として埋め込める（ゲオルク・ネーベリングはカール・メンガーの弟子で、ネーベリング空間と呼ばれる、少なくとも n + 1 個の座標が無理数であるような点からなる R2n+1 の部分空間を導入した。これは次元 n の空間の埋め込みに対する普遍性を持つ）。
X が距離化可能であることのみを仮定すると
{\displaystyle {\text{ind}}\,X\leq {\text{Ind}}\,X=\dim X}
が成立する（ミロスラフ・カテトフ）。また X がコンパクトハウスドルフ空間とすれば、
{\displaystyle \dim X\leq {\text{ind}}\,X\leq {\text{Ind}}\,X}
が成立する（P.S.アレクサンドロフ）。これらの不等式の不等号はいずれも真の不等号となりうる。例えば、ウラジミール・V・フィリポフは二つの帰納次元が相異なる空間を構成した。
可分距離空間 X が不等式 Ind X ≤ n を満足する必要十分条件は、空間 X の任意の閉部分空間 A と連続写像 f: A → Sn に対して、連続的な拡張 f: X → Sn が存在することである。